# 2028年ロサンゼルスオリンピック
2028年ロサンゼルスオリンピック（2028ねんロサンゼルスオリンピック）は、2028年7月14日から30日までの17日間、アメリカ合衆国のロサンゼルスで開催される予定のオリンピック競技大会。ロサンゼルス2028（Los Angeles 2028）、LA28などと呼称される。
2017年9月13日にペルーのリマで開かれた国際オリンピック委員会総会（第131回IOC総会）で開催地が決定した。ロサンゼルスでの開催は1984年ロサンゼルスオリンピック以来44年ぶり3度目となり、同国での開催は夏季大会としては1996年アトランタオリンピック以来32年ぶり5度目、冬季大会を含めば2002年ソルトレークシティオリンピック以来26年ぶり9度目となる。
大会組織委員会はレイノルド・フーバー最高経営責任者 (CEO) の2028年ロサンゼルスオリンピック・パラリンピック組織委員会。

## 開催地決定までの経緯
- 2017年
  - 6月9日 - ローザンヌで開かれた国際オリンピック委員会 (IOC) 理事会で、IOCは2028年大会の開催都市を2024年大会と同時に決定することを承認した[2]。この時IOCは9月の総会までに両都市の協議により開催順の合意を得ることを希望しており、合意のなかった場合IOC委員による投票を行う予定だった[3]。
  - 6月 - 評価委員会が、2024年大会に立候補していた2都市の評価報告書を公開した。
  - 7月31日 - ロサンゼルスが2024年大会の招致を断念するとの声明を発表した。この声明により、パリが2024年大会の開催都市に内定し、ロサンゼルスが落選することが確定した[4]。
  - 9月13日 - ペルーのリマで開かれた第131回IOC総会で、2024年大会のパリ開催と2028年大会のロサンゼルス開催がそれぞれ全会一致で可決された。

## エンブレム
大会エンブレムは2020年9月1日に発表され、「オリンピック・パラリンピック同一エンブレム」を採用。LA28のAのデザインを複数の姿に変化させる仕組みであり、様々なクリエイターが手掛けた。

## 実施競技
開催国アメリカでの女子サッカー人気を考慮し、サッカーは参加チームは男子が16から12に減るが女子は12から16に増えるなどしたため、全体の選手枠は男子49.5%、女子50.5%となり史上初めて女子が上回った。

### イニシャル競技
2021年12月9日のIOC理事会ではLA28におけるイニシャル競技 (initial sports) として、2020年東京大会から追加種目として行われている3競技（スケートボード、スポーツクライミング、サーフィン）を含む28の競技が選ばれた。ドーピングの多発や国際競技連盟の組織統治の問題が指摘されているウエイトリフティングとボクシング、さらに馬術種目の除外が検討されている近代五種は保留とされた。このうち近代五種とウエイトリフティングに関しては、2023年10月のIOC総会において実施が承認され、この時点で30競技に膨らんだ。このため、種目数や競技単位での参加できる人数の大幅な削減が避けられなくなっている。また、近代五種は馬術が除外され、代わってSASUKEの要素に走ることをより加えた障害物レースオブスタクルスポーツのオブスタクルコースレース (OCR) が追加されることとなった。SASUKEの要素が主であるオブスタクルスポーツのニンジャ種目は採用されない。
2025年3月、IOC理事会でボクシングが暫定IOC承認国際競技連盟となったワールドボクシング主管で実施されることが承認された。イニシャル競技は31競技に。4月10日、IOC理事会は種目構成と選手枠を決定。種目数は2024年パリオリンピックを24種目上回る341種目となった。男女混合団体種目を体操競技、卓球、ゴルフ、陸上の400mリレーなどで新たに導入する。卓球は男女それぞれの団体がなくなり、ダブルスが復活。ボクシングは、女子が1階級増え男女ともに7階級に。水泳は背泳ぎやバタフライ、平泳ぎの50mを追加。スポーツクライミングは、リードとボルダーを分割し種目数増。陸上の混合競歩リレーは廃止、サーフィンではロングボードの追加が見送られた。バスケットボール3x3は男女各8チームから12チームに拡大。構成は以下の通り。
- 陸上競技（48）（詳細）
- 水泳（55）
  -  飛込（8）（詳細）
  -  アーティスティックスイミング（2）（詳細）
  -  競泳（41）（詳細）
  -  マラソンスイミング（2）（詳細）
  -  水球（2）（詳細）
- 体操（19）（詳細）
  -  体操競技（15）
  -  新体操（2）
  -  トランポリン（2）
- ウエイトリフティング（10）（詳細）
- バスケットボール（4）（詳細）
  -  5人制バスケットボール（2）
  -  3x3（2）
- バレーボール（4）（詳細）
  -  6人制バレーボール（2）
  -  ビーチバレーボール（2）
- バドミントン（5）（詳細）
- サッカー（2）（詳細）
- ハンドボール（2）（詳細）
- ホッケー（2）（詳細）
- テニス（5）（詳細）
- 卓球（5）（詳細）
- フェンシング（12）（詳細）
- 柔道（15）（詳細）
- テコンドー（8）（詳細）
- レスリング（18）（詳細）
- ローイング（15）（詳細）
- カヌー（16）（詳細）
  -  スプリント（10）
  -  スラローム（6）
- セーリング（10）（詳細）
- 自転車競技（22）（詳細）
  -  ロード（4）
  -  トラック（12）
  -  マウンテンバイク（2）
  -  BMX（4）
- 馬術（6）（詳細）
  -  総合馬術（2）
  -  馬場馬術（2）
  -  障害飛越（2）
- 射撃（15）（詳細）
- アーチェリー（6）（詳細）
- 近代五種（2）（詳細）
- トライアスロン（3）（詳細）
- ゴルフ（3）（詳細）
- ラグビー（2）（詳細）
  -  7人制ラグビー（2）
- ローラースポーツ（4）
  -  スケートボード（4）（詳細）
- スポーツクライミング（6）（詳細）
- サーフィン（2）（詳細）
- ボクシング（14）（詳細）

### 追加種目
本大会での追加種目 (additional events) として、自動車とクリケット、空手、野球・ソフトボール、ラクロス、ブレイキン、キックボクシング、スカッシュ、フラッグフットボールの9競技が最終候補に残ったと2022年8月に複数のメディアが報じた。組織委員会は、最終的な提案をクリケット、野球・ソフトボール、ラクロス、スカッシュ、フラッグフットボールの5競技10種目に絞り、2023年10月のIOC総会で実施が承認された。ブレイキンはパリ大会で初採用となったが、僅か1回で一旦終了となった。
- クリケット（2）（詳細）
- 野球・ソフトボール （2）
  -  野球（1）（詳細）
  -  ソフトボール（1）（詳細）
- ラクロス（2）（詳細）
- スカッシュ（2）（詳細）
- アメリカンフットボール（2）
  -  フラッグフットボール（2）（詳細）

## 競技会場
2028年ロサンゼルスオリンピック・パラリンピック組織委員会は、新設の施設を一切建設せず、既存の競技施設で開催する。
メイン会場は1932年と1984年のメインスタジアムのロサンゼルス・メモリアル・コロシアム。選手村はUCLA。開会式は史上初めてロサンゼルス・メモリアル・コロシアムとSoFiスタジアムの2会場で行われる。
ロサンゼルス市内に位置するクリプト・ドットコム・アリーナやPeacockシアター、ドジャー・スタジアムなどの他、ロサンゼルス大都市圏に含まれるローズボウルやディグニティ・ヘルス・スポーツ・パークなどが使用される。カヌースラロームとソフトボールはオクラホマシティで実施予定。
本大会では後述のスポンサー企業名が導入されている施設の命名権についてはクリーンスタジアム規定は適用しないことを2025年8月に大会組織委員会が発表した。これにより、既にホンダやコムキャストなどの命名権が導入されている一部施設は大会開催期間中でも施設名称を変更せずにそのまま使用できることになった。

## スポンサー
| - ABインベブ - Airbnb - アリババグループ | - アリアンツ - Coca-Cola-蒙牛乳業 | - デロイト - オメガ - プロクター・アンド・ギャンブル | - サムスン電子 - TCL集団 - ビザ |

| - コムキャスト | - デルタ航空 | - ホンダ |

| - AECOM - シスコ | - Fanatics, Inc. - Eli Lilly and Company | - ナイキ - ラルフ・ローレン |

| - Archer Aviation - Autodesk - Cedars-Sinai - Dick's Sporting Goods - Guild | - The Hershey Company - オークリー - PennyMac - Saatva - Snowflake Inc. |

| - AXS | - CTS Eventim | - On Location |